# Corrida aux Champs-Élysées
Corrida aux Champs-Élysées  est un roman policier français de Léo Malet, paru en 1956 aux Éditions Robert Laffont. C'est le septième des Nouveaux Mystères de Paris, série ayant pour héros Nestor Burma.

## Résumé
Nestor Burma a un coup de blues. Pendant quelques semaines, il a été le garde du corps d’une star d’Hollywood, d'abord dans son hôtel de l’avenue des Champs-Élysées, puis au Festival de Cannes. Malgré lui, il en est un peu tombé amoureux. Pour lui changer les idées, son ami journaliste Marc Covet l’invite à deux avant-premières : le premier film met en vedette Denise Falaise, une vedette adulée ; le second, Lucie Ponceau, une vieille actrice qui fait là un retour fracassant. 
Accompagné de Burma, Covet se rend après la projection au domicile de la Ponceau pour l’interviewer, mais la découvre agonisante sur son lit. Nestor Burma appelle le commissaire Faroux qui débarque avec son médecin légiste : la vieille star s’est empoisonnée à l’opium.
Le milieu du cinéma est sous le choc. Le producteur Montferrier, inquiet, engage Burma pour surveiller Tony Charente, la vedette d’une prochaine grosse production. Il craint une rechute de Tony qui sort d’une cure de désintoxication. Le détective, qui tient à démasquer celui qui a fourni de l’opium à la Ponceau et signé ainsi son arrêt de mort, tient l’occasion qu'il cherchait de se lancer sur la piste de la bande à Venturi, un réseau de trafiquants. Or, c'est bien connu, les malfrats n'aiment pas que l'on mette le nez dans leurs affaires. Ils vont en donner la preuve à Burma en l'assommant et en lui faisant découvrir le corps sans vie d'un journaliste qui avait voulu lui aussi en savoir trop. En dépit de l'avertissement, Nestor Burma s'entête et arrive à ses fins.

## Aspects particuliers de l'ouvrage
Le roman se déroule dans le 8e arrondissement de Paris.
Burma révèle dans ce roman qu'il fut, dans sa jeunesse, à son arrivée à Paris, figurant dans des productions cinématographiques. 

## Éditions
- Éditions Robert Laffont, 1956
- Le Livre de poche no 3597, 1973
- Fleuve noir, Les Nouveaux mystères de Paris no 7, 1982
- Éditions Robert Laffont, collection Bouquins, 1986 ; réédition en 2006
- 10-18, Grands détectives no 1889, 1987
- Presses de la Cité, 1989

## Adaptations

### À la télévision
- 1992 : Corrida aux Champs-Élysées , épisode 3, saison 1, de la série télévisée française Nestor Burma réalisé par Henri Helman, adaptation du roman éponyme de Léo Malet, avec Guy Marchand dans le rôle de Nestor Burma.

### En bande dessinée
- Corrida aux Champs-Élysées de Léo Malet, adapté par le dessinateur Nicolas Barral, d'après l'univers de Jacques Tardi, Paris, Casterman, 2019.  (ISBN 978-2-203-14877-2)

## Sources
- Jacques Baudou (dir.), Les Nombreuses Vies de Nestor Burma, Nantes, Les Moutons électriques, coll. « La Bibliothèque rouge no 18 », 2010, 333 p. (ISBN 978-2-36183-003-8, OCLC 670472170), p. 112-115.
- Francis Lacassin, Sous le masque de Léo Malet, Nestor Burma, Amiens, Encrage, coll. « Portraits » (no 4), 1991 (ISBN 978-2-906-38932-8, OCLC 406670086), p. 63-66
- Jean Tulard, Dictionnaire du roman policier : 1841-2005. Auteurs, personnages, œuvres, thèmes, collections, éditeurs, Paris, Fayard, 2005, 768 p. (ISBN 978-2-915793-51-2, OCLC 62533410), p. 174.